# Галдиньш, Николай
Николай Га́лдиньш (латыш. Nikolajs Galdiņš; 10 сентября 1902, Рига — 5 октября 1945, Ленинград) — ваффен-оберштурмбаннфюрер Латышского добровольческого легиона СС. Кавалер Рыцарского креста Железного креста.
Николай Галдиньш родился в Риге. Добровольно вступил в латвийскую армию. В 1924 году окончил Военную школу, как лучший кадет пехотного отделения, с получением звания «Первый лейтенант». Назначен командиром подразделения в 4-й Валмиерский пехотный полк. В 1927 году окончил Высшую военную школу. После присоединении Латвии к Советскому Союзу кратковременно был командиром 195-го стрелкового полка 181-й стрелковой дивизии Красной Армии.
Командир 42-го полка 19-й гренадерской дивизии СС. После капитуляции германских войск в Курландии попал в советский плен.
Советским судом приговорён к смертной казни, приговор исполнен 5 октября в Ленинграде.